# Hein Kever

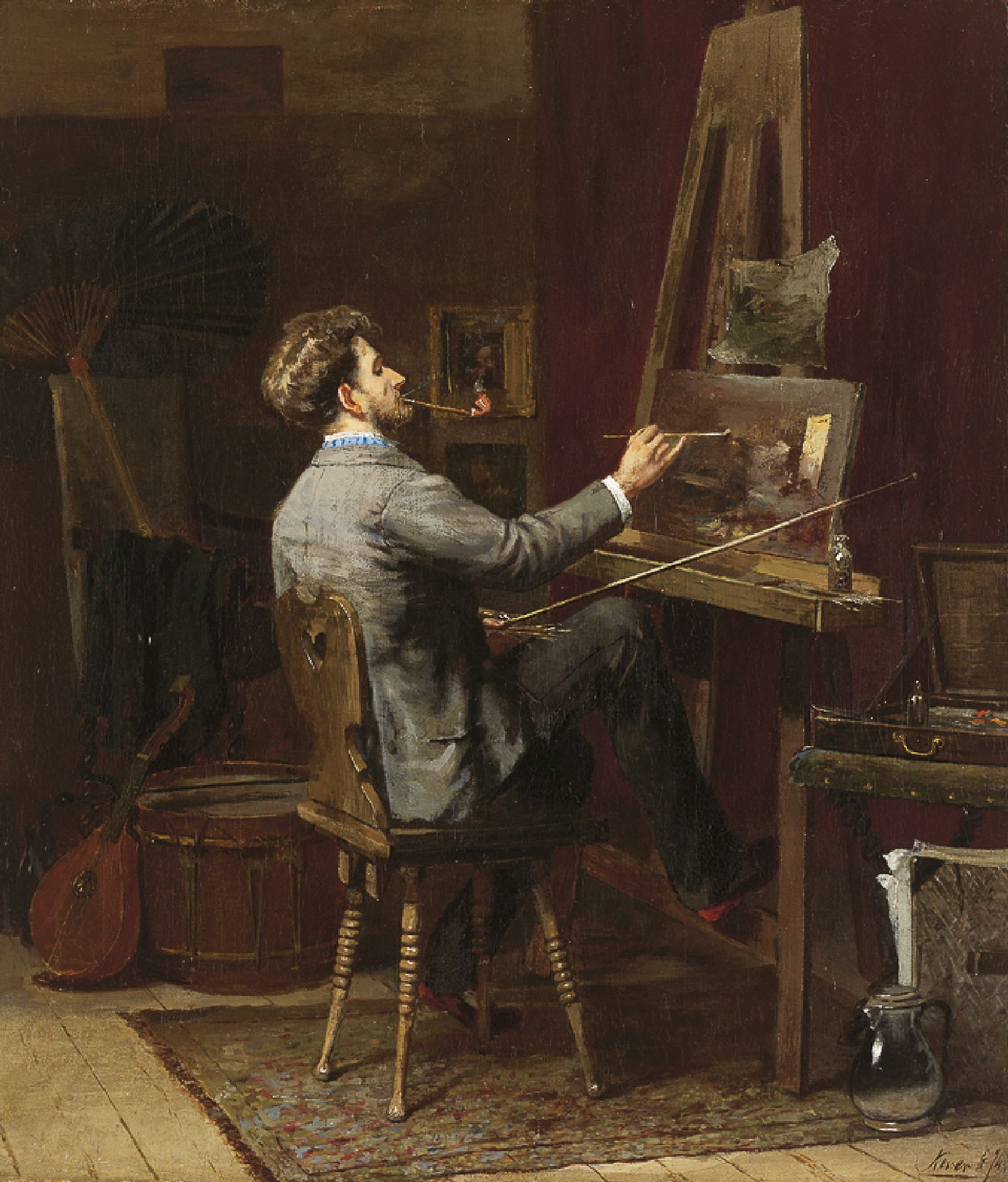
Künstler in seinem Atelier

Hein Kever (eigentlich Jacob Simon Hendrik Kever, * 19. Juni 1854 in Amsterdam; † 29. April 1922 in Laren (Noord-Holland))  war ein niederländischer Landschaftsmaler, Radierer, Lithograf und Aquarellist.     

## Leben
Seine Mutter war mit der Familie Jozef Israëls befreundet.  Seinem Rat folgend, kam der junge Kever in das Atelier des Lithographen Johann Heinrich Maria Hubert Renneveld, wo er nach Werken der alten Italiener von 1868 bis 1869 Lithografien kopierte. Anschließend wurde er vom Maler Gijsbertus Craeyvanger betreut, wo er unter anderem nach Gipsmodellen zeichnete.
Er studierte 1869 an der Koninklijke Akademie van Beeldende Kunsten in Amsterdam bei Charles Verlat, 
Auf Empfehlung Israëls kam er 1870 in Petrus Franciscus Greives Atelier. Nach dem Tod von Greive im Jahr 1872 studierte er bei seinem Neffen Johan Conrad Greive und ließ sich dann als unabhängiger Maler in Eemnes nieder, wo er sich mit der Freilichtmalerei beschäftigte. Er galt als Mitglied der Larener Schule, wurde Mitglied von „Arti et Amicitiae“.
Von 1874 bis 1875 studierte er wieder an der Rijksakademie van beeldende kunsten in Amsterdam und von 1878 bis 1879 an der Koninklijke Academie voor Schone Kunsten van Antwerpen. 

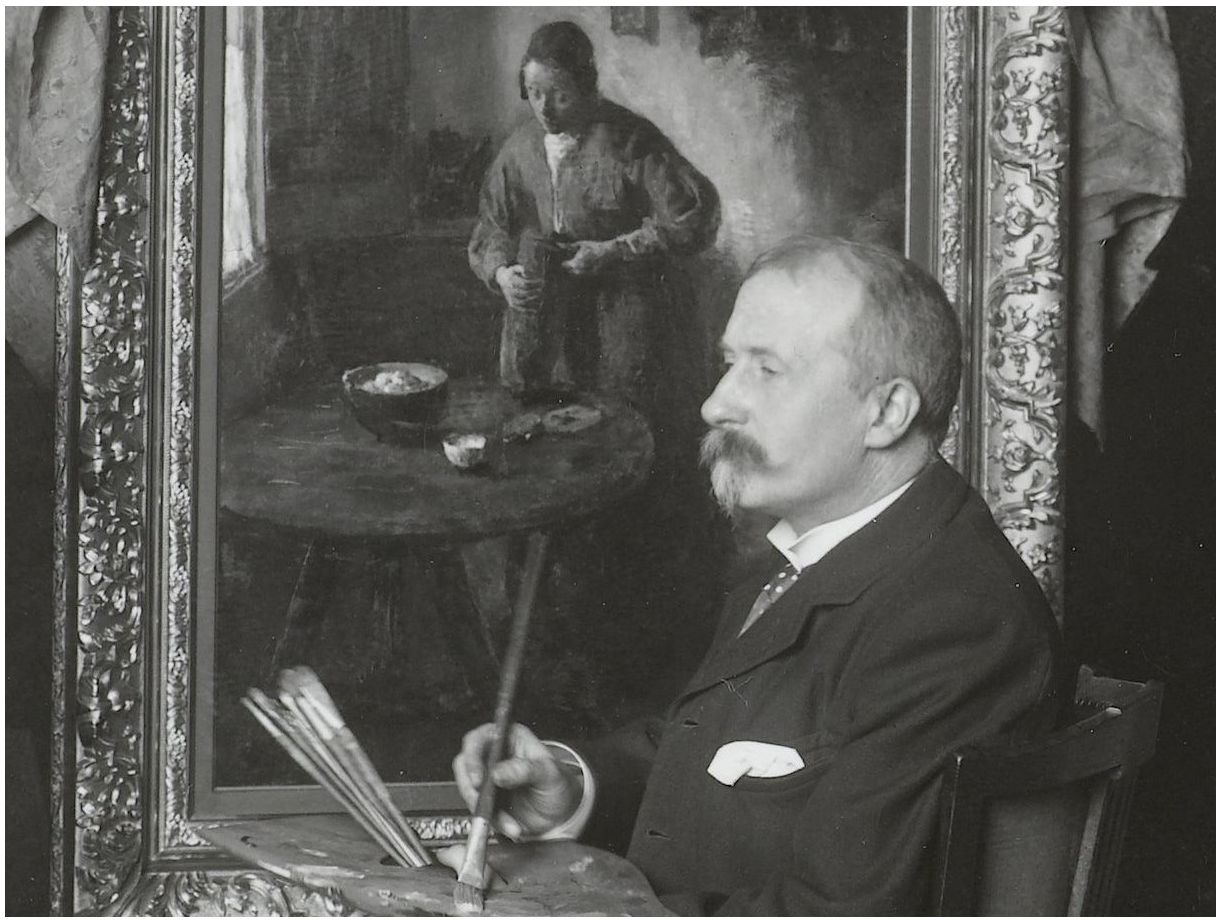
Kever in seinem Atelier, Oosterpark 87, Amsterdam, 1904

Nach dem Studium ließ er sich in Blaricum nieder, aber er hielt seine ständige Wohnung in Amsterdam, wo er während der Wintermonate blieb. Dort hatte er im Oosterpark ein Atelierhaus mit den Malern Geo Poggenbeek und Nicolaas Bastert als nächsten Nachbarn.
1887 heiratete er und ließ sich zunächst nur in den Sommermonaten in seinem Haus in Laren in der Naarderstraat gegenüber von Anton Mauves Villa „Ariette“ nieder. 1887 machte er mehrere Radierungen. 